# Dracaena paraguayensis
Espèce
Statut CITES
Dracaena paraguayensis est une espèce de sauriens de la famille des Teiidae.

## Répartition
Cette espèce se rencontre :
- en Bolivie dans le département de Santa Cruz ;
- au Paraguay ;
- au Brésil dans l'État du Mato Grosso.

## Description

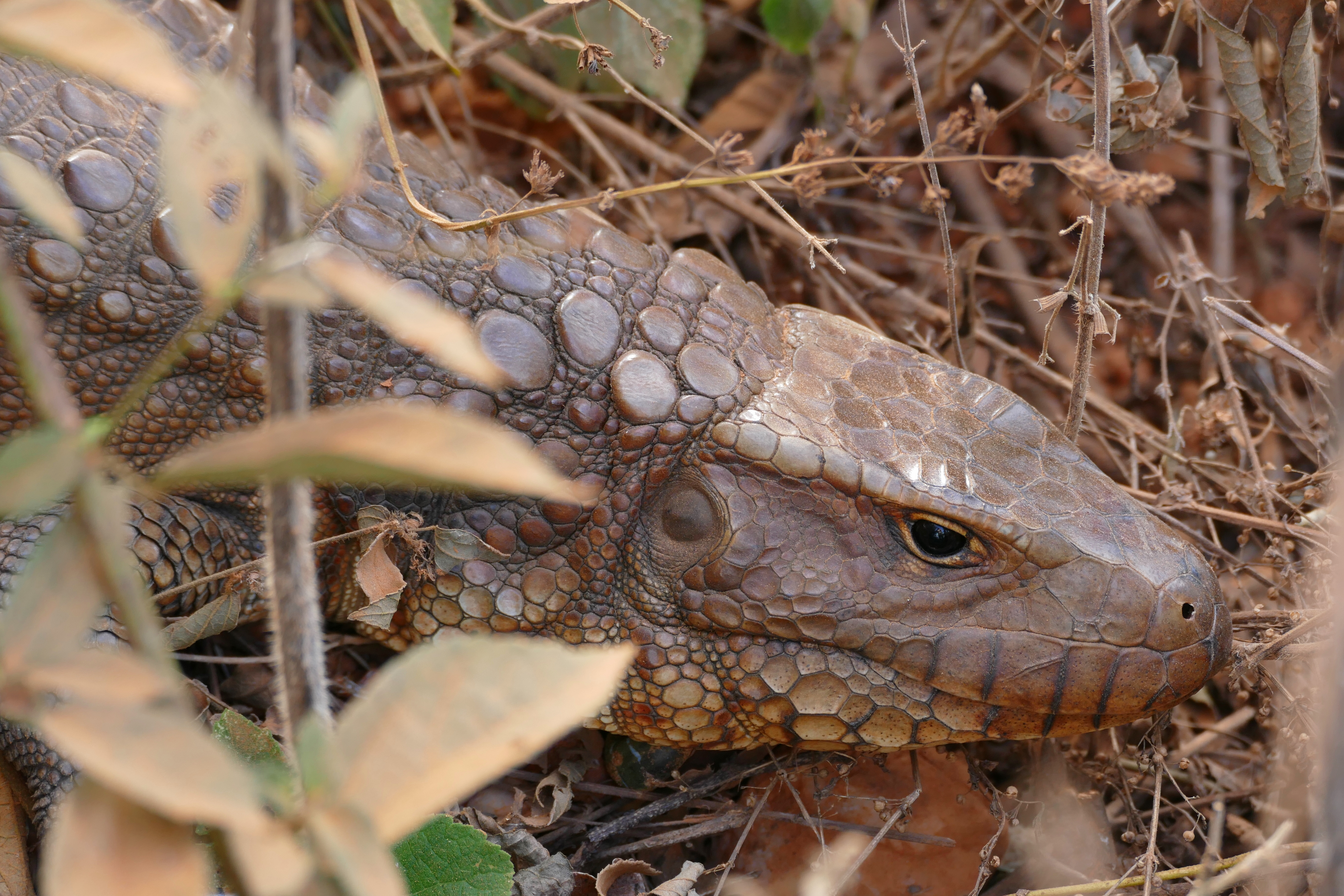
Détail de la tête

## Publication originale
- Amaral, 1950 : Two new South American lizards. Copeia, vol. 1950, n. 4, p. 281-284.

## Galerie

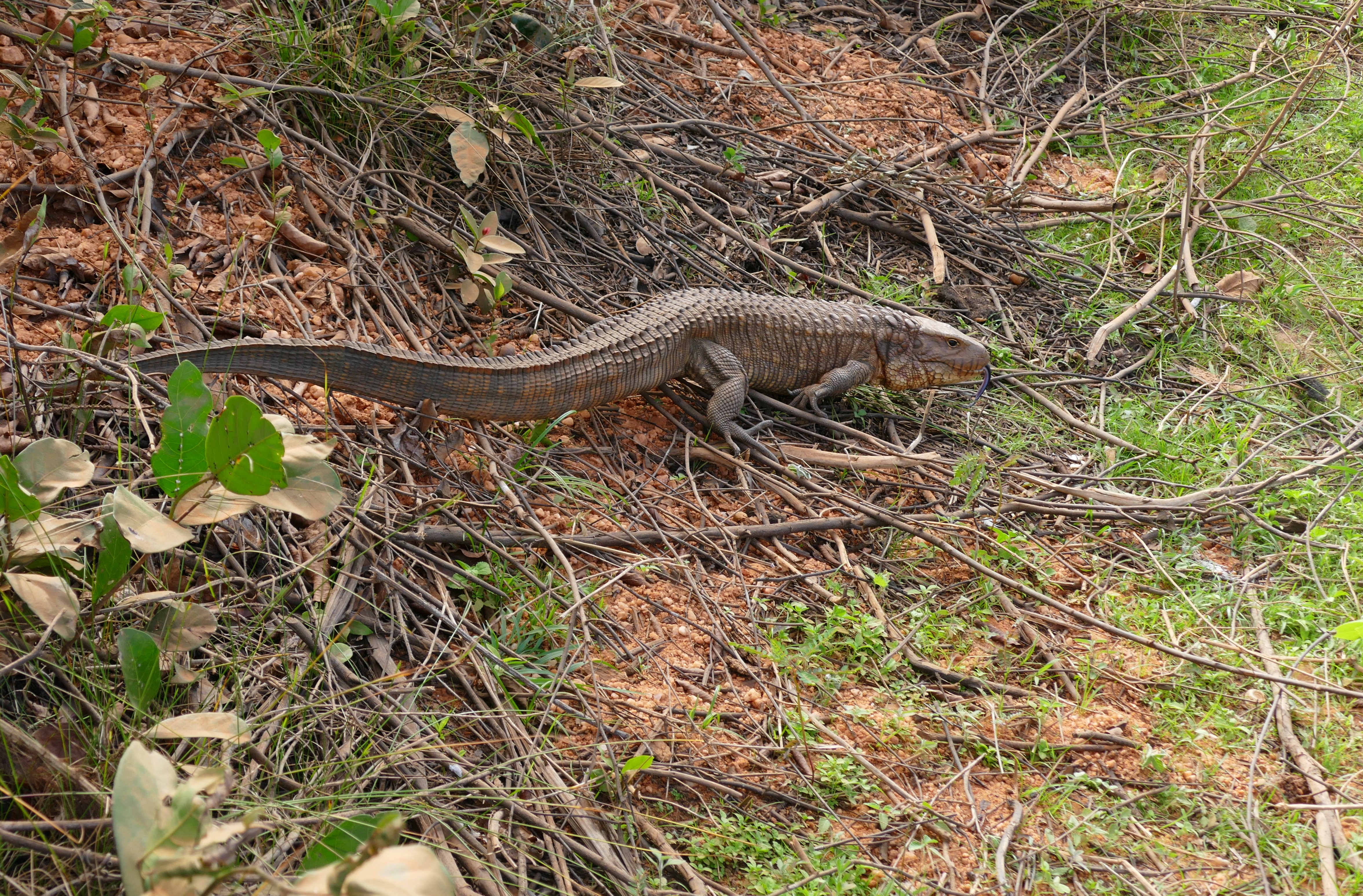
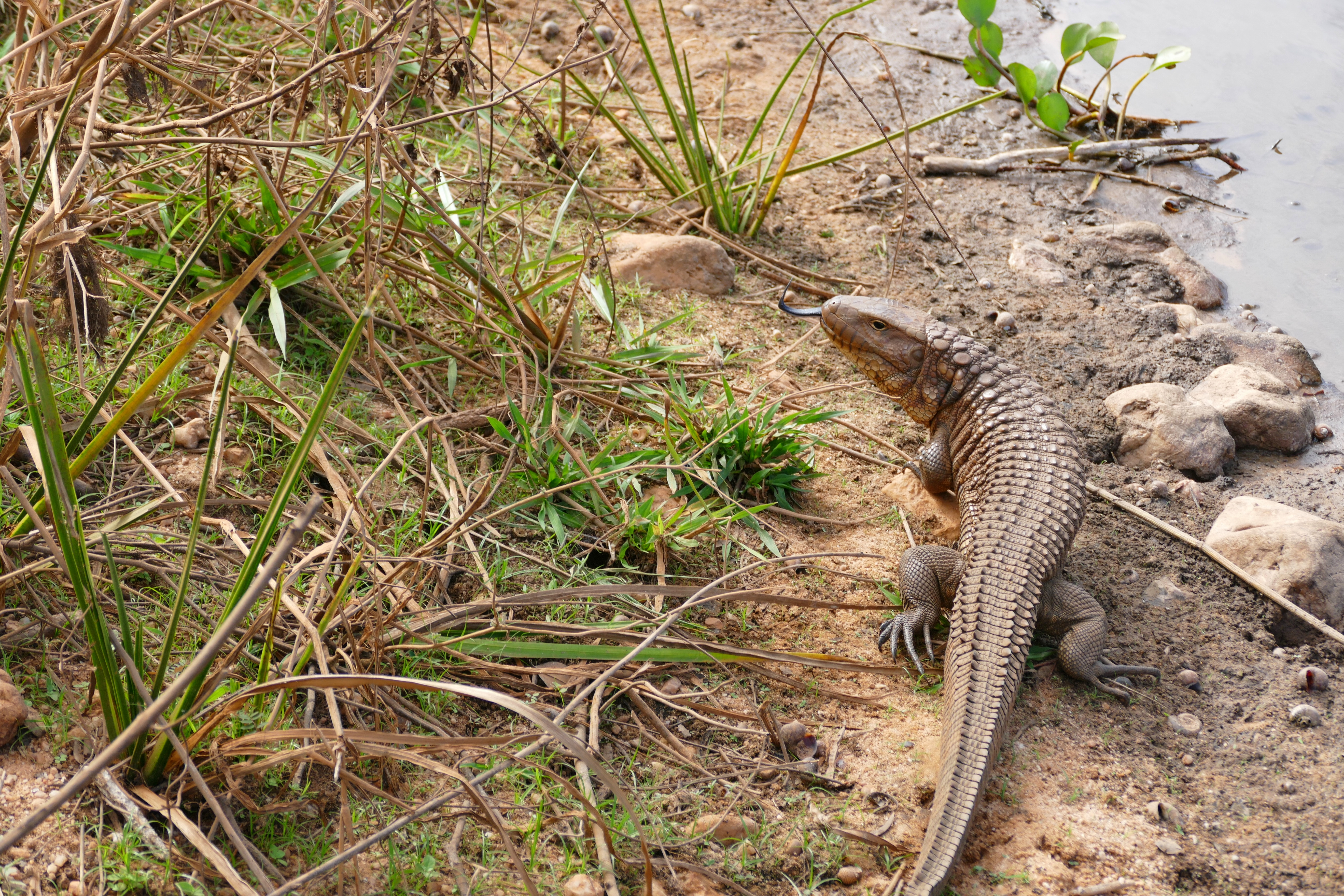
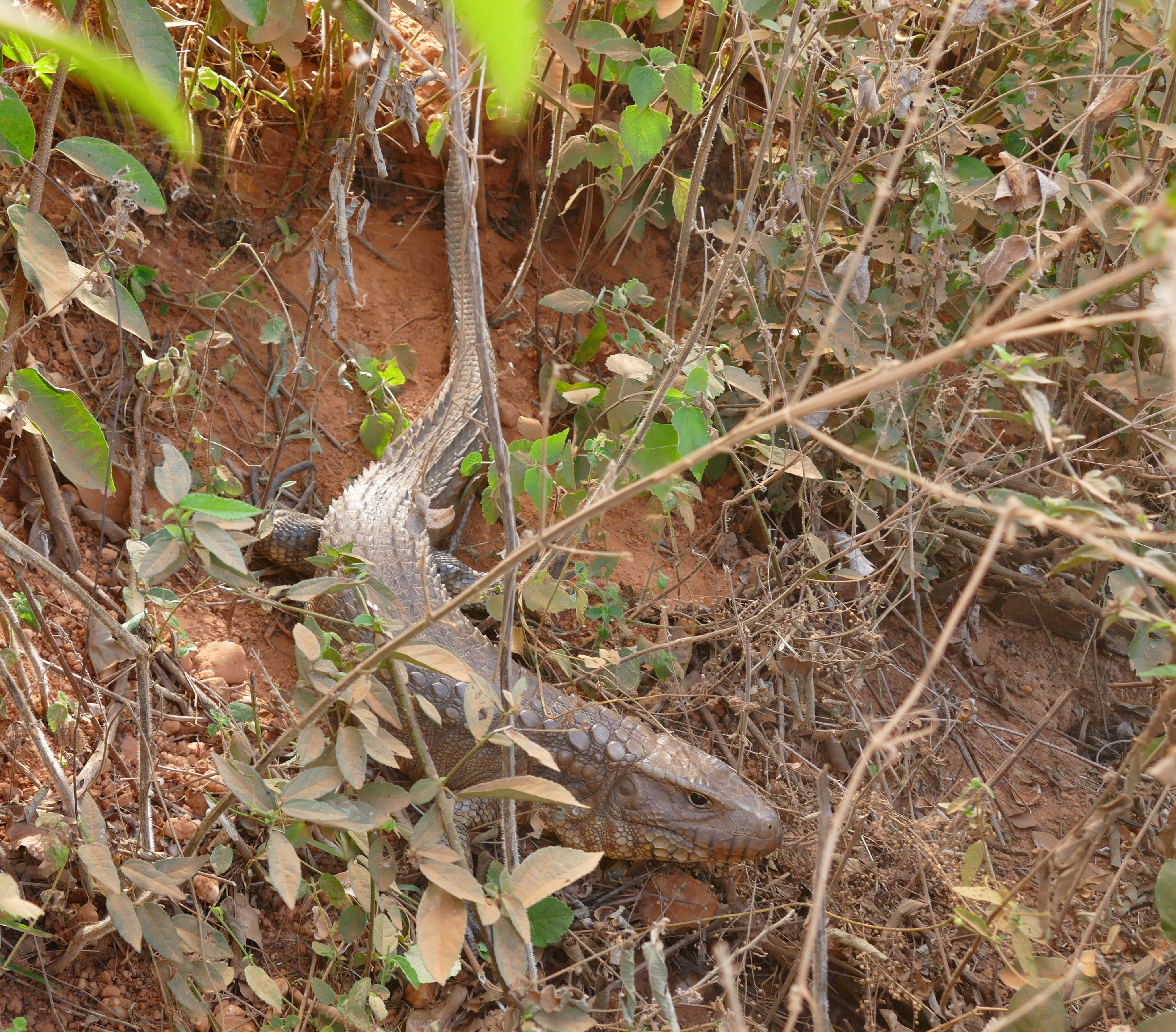
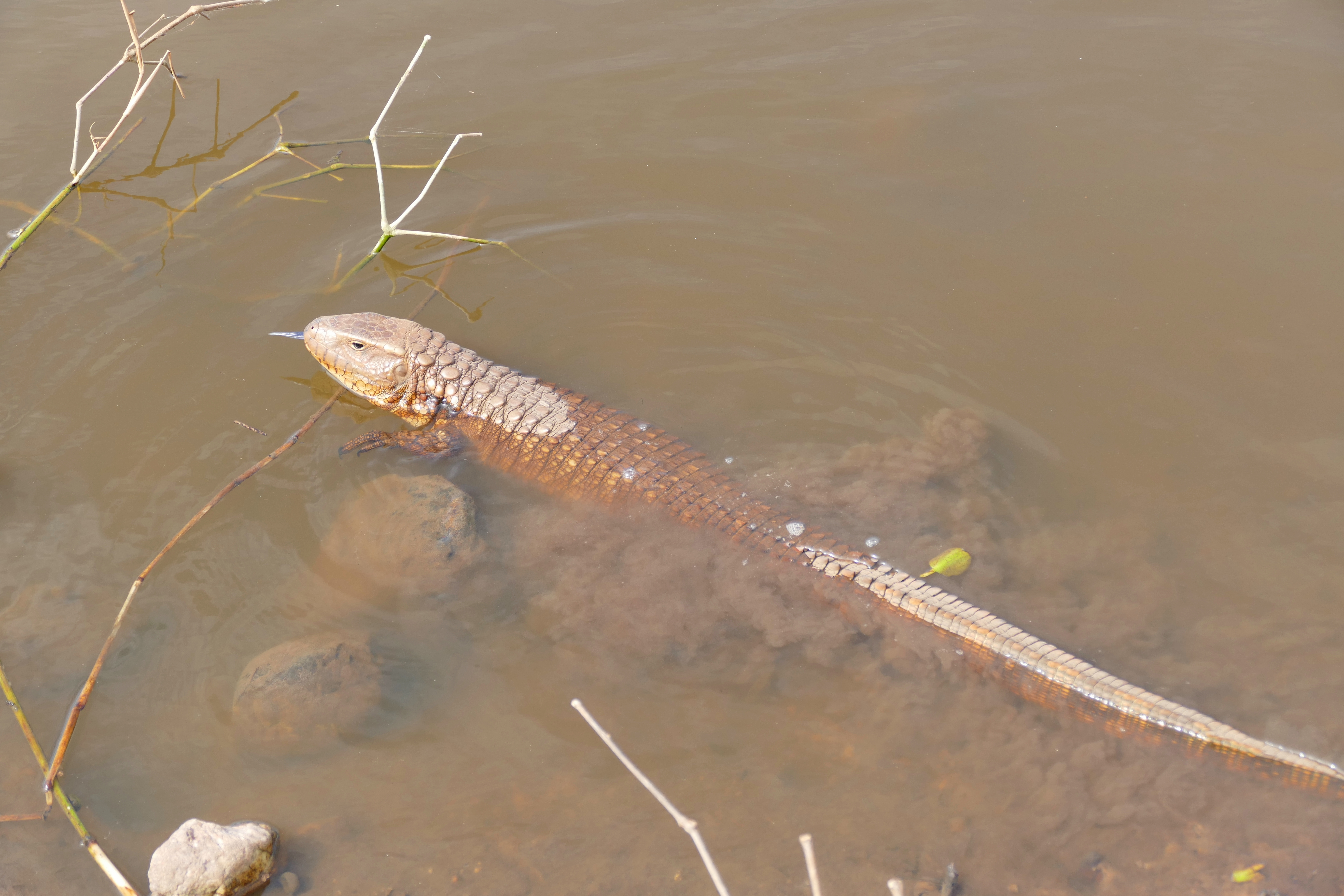
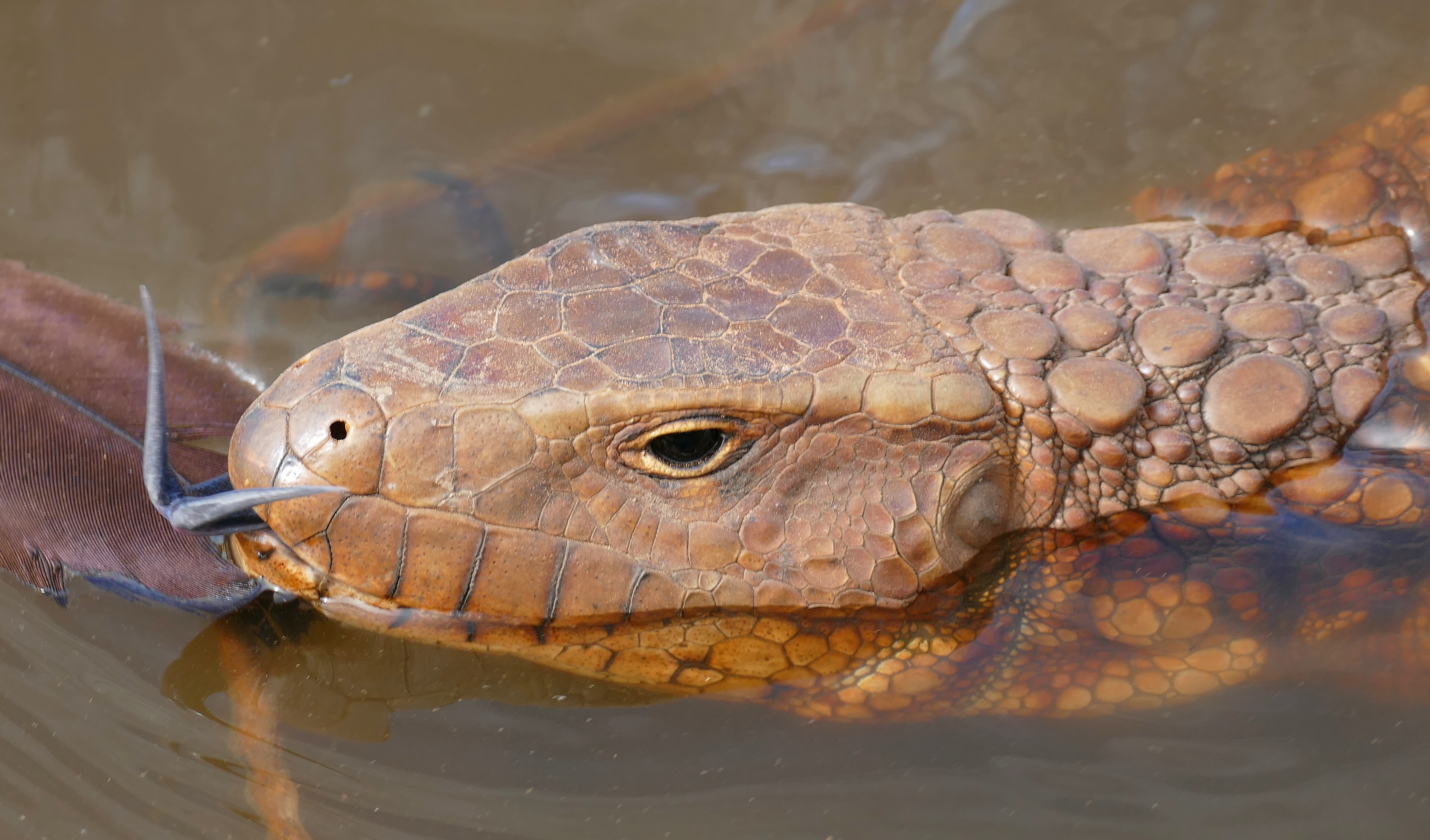